# Media Agua
Media Agua est une ville et le chef-lieu du Département de Sarmiento, dans la province de San Juan en Argentine. Elle est située au sud du Valle del Tulum, l'oasis de la région.

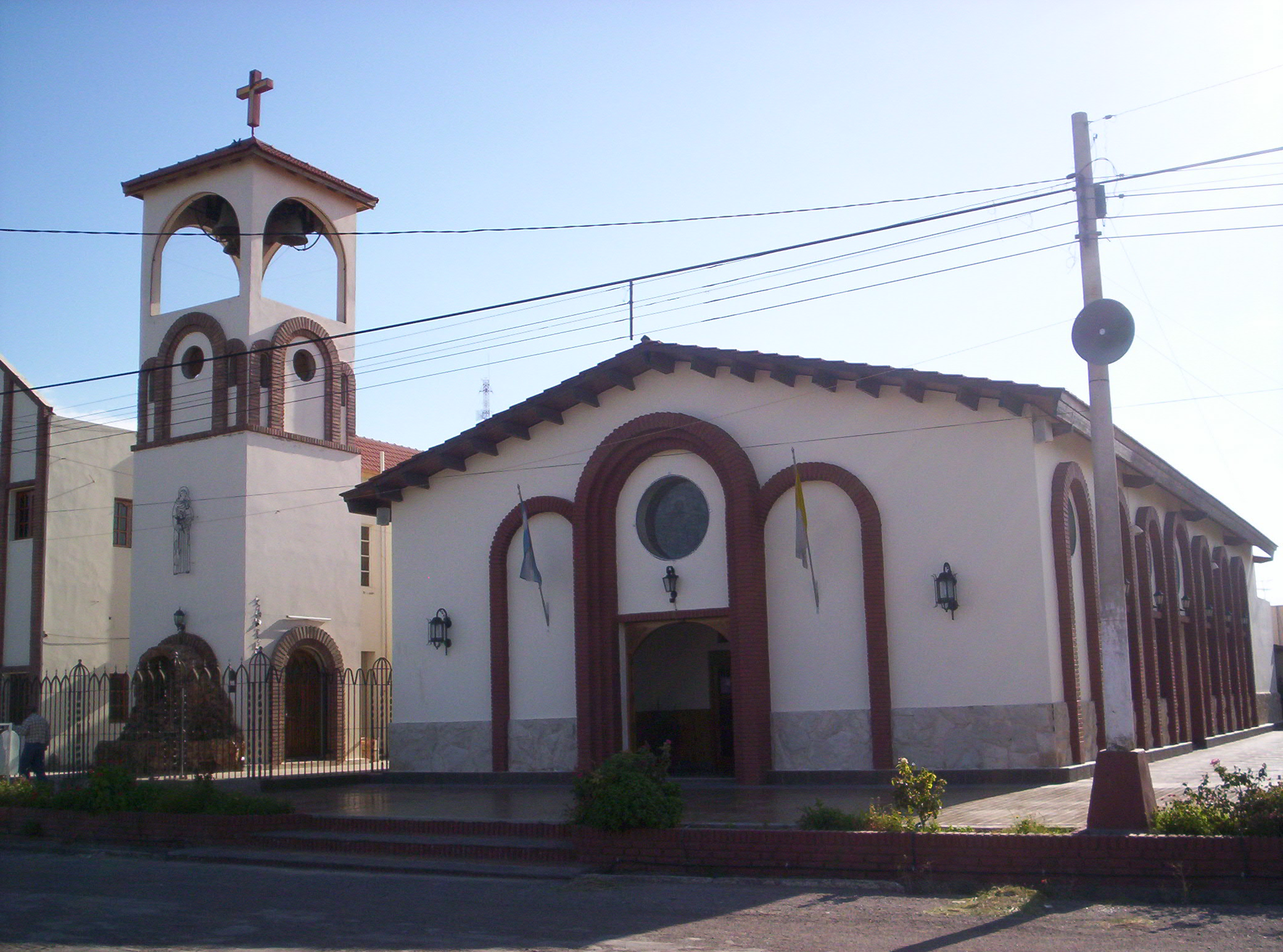
L'église Saint-Antoine de Padoue de Media Agua